# I Never Liked You
I Never Liked You (стилизовано под маюскул) — девятый студийный альбом Фьючера, выпущенный 29 апреля 2022 года на лейблах Freebandz и Epic Records. Он содержит гостевые участия от Канье Уэста, Gunna, Янг Тага, Дрейка, Tems, EST Gee и Kodak Black. Делюкс-версия вышла 2 мая 2022 и содержит гостевые участия от Babyface Ray, 42 Dugg, Lil Baby, Lil Durk и Young Scooter.

## История
Восьмой студийный альбом High Off Life был выпущен Фьючером 15 мая 2020 года, после этого он взял перерыв на выпуск сольного материала в два года, выпустив в этот переод совместный альбом с Lil Uzi Vert Pluto x Baby Pluto. Эта пауза стала самой длинной в его карьере.
15 апреля 2022 года Фьючер анонсировал альбом, а 25 апреля представил название.

## Обложка
Для обложки альбома была использована фотография Грегори Харриса из журнала GQ. Фьючер роскошно одет в бордовый костюм Valentino с маской на глазах, сидя на заднем сиденье Rolls-Royce.

## Оценки
| Оценки критиков | Оценки критиков |
| Источник        | Оценка          |
| --------------- | --------------- |
| Clash           | 6/10            |
| NME             | [ 11 ]          |
| Rolling Stone   | [ 12 ]          |

Альбом получил положительные оценки. Рецензент NME написал, что «на протяжении десяти лет Фьючер снова и снова доказывал, что он особенный среди рэперской атлантской тусовки. На протяжении всех этих лет было приятно видеть, как он совершенствует своё мастерство. Временами, в прошлом, он полагался на автотюн, чтобы компенсировать тусклый лиризм, но Фьючер — мегамозг, чей новаторский дух — та самая причина, по которой трэп чувствует себя живым сегодня. С I Never Liked You вы с радостью поаплодируете ему за это». В Rolling Stones отметили, что «новый лонг-плей не войдет в число его лучших, но в нём есть композиционный размах, который часто отсутствует в работах Фьючера». Clash назвал пластинку «неплохой».

## Список композиций
| №                   | Название                                   | Автор(ы) | Продюсер(ы)                         | Длительность |
| ------------------- | ------------------------------------------ | --- | ----------------------------------- | ------------ |
| 1.                  | «712PM»                                    | Nayvadius Wilburn Wesley Glass Bryan Simmons Nicholas Berlinger Stephen Gilarde                                                       | Wheezy TM88 DJ Moon MoXart Beatz    | 2:53         |
| 2.                  | «I’m Dat Nigga»                            | Wilburn Joshua Luellen Dwan Avery Nicholas Santos                                                                                     | Southside DY Nicky Slowburnz        | 4:32         |
| 3.                  | «Keep It Burnin» (при участии Канье Уэста) | Wilburn Kanye West Jacob Canady | ATL Jacob West                      | 3:27         |
| 4.                  | «For a Nut» (при участии Gunna и Янг Тага) | Wilburn Sergio Kitchens Jeffery Williams Canady                                                                                       | ATL Jacob                           | 3:28         |
| 5.                  | «Puffin on Zootiez»                        | Wilburn Nils Noehden Simmons Lesidney Ragland                                                                                         | Nils TM88 Too Dope                  | 2:53         |
| 6.                  | «Gold Stacks»                              | Wilburn Lyle McLoughlin | DMC Global                          | 2:42         |
| 7.                  | «Wait for U» (при участии Дрейка и Tems)   | Wilburn Aubrey Graham Temilade Opneiyi Canady Isaac de Boni Michael Mule Tejiri Akpoghene                                             | ATL Jacob FNZ                       | 3:10         |
| 8.                  | «Love You Better»                          | Wilburn Canady de Boni Mule Jayla Darden                                                                                              | ATL Jacob FNZ                       | 2:10         |
| 9.                  | «Massaging Me»                             | Wilburn Canady | ATL Jacob                           | 1:46         |
| 10.                 | «Chickens» (при участии EST Gee)           | Wilburn George Stone III Glass Dylan Cleary-Krell                                                                                     | Wheezy Dez Wright                   | 3:15         |
| 11.                 | «We Jus Wanna Get High»                    | Wilburn Luellen Canady | Southside ATL Jacob                 | 2:13         |
| 12.                 | «Voodoo» (при участии Kodak Black)         | Wilburn Bill Kapri Luellen Douglas Ford                                                                                               | Southside Henney Major              | 3:31         |
| 13.                 | «Holy Ghost»                               | Wilburn Canady | ATL Jacob                           | 2:50         |
| 14.                 | «The Way Things Going»                     | Wilburn Simmons Daan Huijbregts | TM88 Daan                           | 3:00         |
| 15.                 | «I’m on One» (при участии Дрейка)          | Wilburn Graham Torey Montana | Torey Montana                       | 3:56         |
| 16.                 | «Back to the Basics»                       | Wilburn Andre Proctor Olivia McCarthy Montrell Martinez Harissis Tsakmaklis Feliciano Ecar Jorge Cardoso Luzian Tuetsch Floyd Bentley | Dre Moon Wavy Bass Charity Sprngbrk | 2:57         |
| Общая длительность: | Общая длительность:                        | Общая длительность: | Общая длительность:                 | 48:41        |

| №                   | Название                                   | Автор(ы)                                                               | Продюсер(ы)                               | Длительность |
| ------------------- | ------------------------------------------ | ---------------------------------------------------------------------- | ----------------------------------------- | ------------ |
| 17.                 | «No Security» (при участии Babyface Ray)   | Wilburn Marcellus Register Canady                                      | ATL Jacob                                 | 2:41         |
| 18.                 | «Like Me» (при участии 42 Dugg и Lil Baby) | Wilburn Dion Hayes Dominique Jones Julien Anderson Gregory Sanders Jr. | Julien Anderson HitmanAudio               | 2:13         |
| 19.                 | «Affiliated» (при участии Lil Durk)        | Wilburn Durk Banks Simmons Ragland Hunter Brown                        | TM88 Too Dope Akachi                      | 3:04         |
| 20.                 | «Stayed Down» (при участии Young Scooter)  | Wilburn Kenneth Bailey Canady                                          | ATL Jacob                                 | 2:52         |
| 21.                 | «Worst Day»                                | Wilburn Glass Taurus Currie Jr. Jasper Harris Russell Chell            | Wheezy Taurus Jasper Harris Russell Chell | 3:07         |
| 22.                 | «Just The Beginning»                       | Wilburn Currie Jr. James Therrien                                      | Taurus                                    | 2:53         |
| Общая длительность: | Общая длительность:                        | Общая длительность:                                                    | Общая длительность:                       | 65:30        |

## Чарты
| Чарт (2022)                            | Высшая позиция |
| -------------------------------------- | -------------- |
| Австралия (ARIA)                       | 1              |
| Австрия (Ö3 Austria)                   | 3              |
| Бельгия/Фландрия (Ultratop)            | 10             |
| Бельгия/Валлония (Ultratop)            | 18             |
| Канада (Canadian Albums Chart)         | 1              |
| Чехия (ČNS IFPI)                       | 6              |
| Дания (Hitlisten)                      | 5              |
| Нидерланды (Album Top 100)             | 2              |
| Финляндия (Suomen virallinen lista)    | 13             |
| Франция (SNEP)                         | 19             |
| Германия (Offizielle Top 100)          | 13             |
| Ирландия (Irish Albums Chart)          | 6              |
| Италия (FIMI)                          | 36             |
| Литва (AGATA)                          | 1              |
| Новая Зеландия (RMNZ)                  | 1              |
| Норвегия (VG-lista)                    | 5              |
| Испания (PROMUSICAE)                   | 50             |
| Швеция (Sverigetopplistan)             | 23             |
| Швейцария (Schweizer Hitparade)        | 3              |
| Великобритания (UK Albums Chart)       | 2              |
| Великобритания (UK R&B Albums Chart)   | 27             |
| США (Billboard 200)                    | 1              |
| США (Billboard Top R&B/Hip-Hop Albums) | 1              |

## Сертификации
| Регион                                                                      | Сертификация | Продажи |
| --------------------------------------------------------------------------- | ------------ | ------- |
| США (RIAA)                                                                  | Золотой      | 500 000 |
| Данные о продажах + прослушиваниях приведены только на основе сертификации. |              |         |